# Ferdinand Joseph Schliz
Ferdinand Joseph Schliz (* 31. Oktober 1778 in Untergröningen; † 21. September 1844 in Rottenburg) war ein deutscher Jurist, Verwaltungsbeamter und Oberamtmann, vergleichbar mit einem heutigen Landrat.

## Leben
Ferdinand Joseph Schliz, der Sohn eines hohenlohischen Expeditionsrats, studierte ab 1797 Rechtswissenschaften an der Universität in Jena. Danach wurde er 1800 hohenlohischer Regierungssekretariatsverweser in Bartenstein und ab 1802 Justizamtmann in Sindringen. Ab 1808 wurde Schliz Obervogt in Pfedelbach und 1809 Amtmann und Amtsschreiber in Möckmühl. Ab 1811 wurde Schliz Oberamtsverweser und ab dem 17. Juni 1812 Oberamtmann und Amtsleiter beim Oberamt Neckarsulm. Er wechselte 1822 als Oberamtmann zum Oberamt Herrenberg und wurde dort 1834 wegen Krankheit in den Ruhestand versetzt. Ferdinand Joseph Schliz starb am 21. September 1844.